# German Cargo
Die German Cargo Services GmbH, Markenname German Cargo, war eine deutsche Fracht-Charterfluggesellschaft und 100-prozentige Tochtergesellschaft der Deutschen Lufthansa AG.

## Geschichte

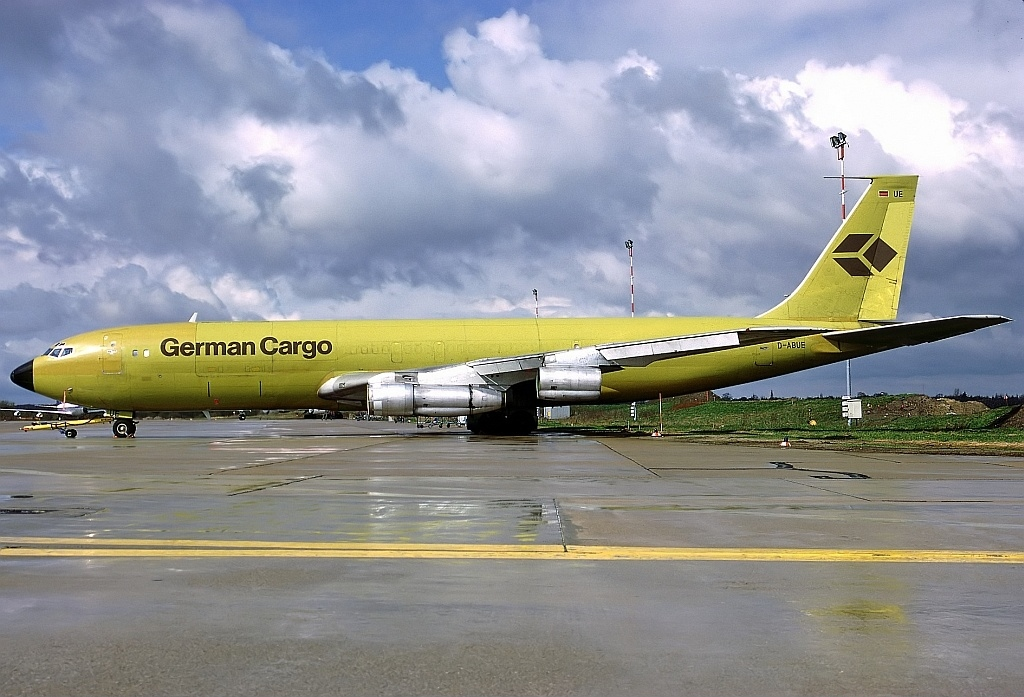
German Cargo nahm ihren Betrieb im Jahr 1977 mit Maschinen des Typs Boeing 707-330C auf.

In den 1970er-Jahren konnte Lufthansa aufgrund der seinerzeit noch gültigen IATA-Restriktionen nur eingeschränkt am aufsteigenden Frachtgeschäft teilhaben. Konkurrenten, wie z. B. die Cargolux, gehörten der IATA nicht an. Aus diesem Grunde gliederte Lufthansa einen Teil ihres Frachtgeschäftes, nämlich Voll- und Teilcharter, 1977 in eine Tochtergesellschaft aus und gründete dazu die German Cargo Services GmbH. Im April 1977 nahm diese den Flugbetrieb mit einer Boeing 707 auf. In den folgenden Jahren wuchs die Flotte auf vier 707 an. Diese wurden sukzessive von fünf Douglas DC-8-73 abgelöst. Für 13 Jahre bildeten die DC-8 das Rückgrat der German Cargo.
Neben klassischen Vollcharterflügen flog German Cargo zahlreiche Strecken im Linienverkehr, vor allem nach Ostafrika oder in den Mittleren Osten. Sie transportierten dabei zum Teil hochwertige Frachten, z. B. Charter mit Satelliten, TV-Übertragungstechnik, lebende Tiere (darunter sogar ein Projekt mit 1.3 Milliarden Fliegenlarven für die FAO von Mexiko nach Libyen).

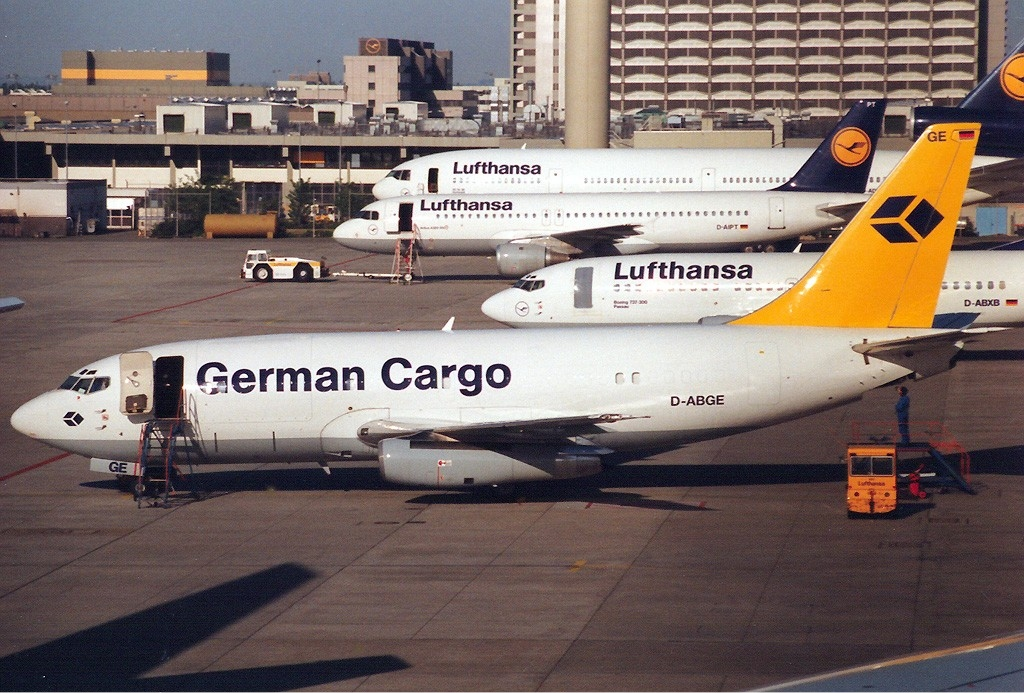
Boeing 737-230QC der German Cargo in Frankfurt, Juni 1991

Die Flugzeuge D-ADUO und D-ADUC wurden teilweise für weltweite Pferdetransporte genutzt. Hierfür wurde ein sogenanntes „Pferdekit“ in den hinteren Teil der Kabine eingebaut. Dort konnten sich die Pferdebegleiter aufhalten. Dieses Pferdekit bot neben einem Stauplatz für das Catering einen Passagierraum. So bestellte ein Kunde regelmäßig DC-8-Flüge, um Polopferde von Argentinien bis nach Südostasien zu transportieren.
Die D-ADUC wurde zeitweise auch als normales Passagierflugzeug bei der Condor eingesetzt. Für diesen Einsatz konnte das Flugzeug mit der entsprechenden Kabine ausgerüstet werden, die ca. 250 Passagieren Platz bot. Diese Einsätze fanden jeweils in der – für das Frachtgeschäft schwachen – Sommerperiode statt. Aufgrund der mangelnden Passagierakzeptanz und der relativ schlechten technischen Zuverlässigkeit wurden diese Einsätze allerdings nach zwei Flugplanperioden beendet.
Ab 1990 setzte die Fluggesellschaft auch Maschinen des Typs Boeing 747 ein. Auch zwei Boeing 737 kamen hinzu. Im Jahr 1993 wurde German Cargo Services in Lufthansa Cargo Airlines umbenannt und übernahm den Betrieb aller Lufthansa-Frachter. Heute lebt die German Cargo Services, die spätere Lufthansa Cargo Airlines GmbH, weiter in der Lufthansa Cargo AG sowie der Lufthansa Cargo Charter Agency GmbH, die konzerneigene und Flugzeuge anderer Betreiber weltweit für Chartereinsätze vermarktet.
Alte Wurzeln existieren jedoch auch noch heute: Der sogenannte Dokumenten-Präfix (die Zahl, die die Gesellschaft auf dem Airwaybill identifiziert), ist die alte 020 der German Cargo (Lufthansa hatte 220); die zunächst neu gegründete Lufthansa Cargo AG musste den Firmenmantel der German Cargo Services GmbH übernehmen, um die für den Luftfahrtbetrieb erforderlichen langwierigen Genehmigungsverfahren zu vermeiden. Auch das ICAO-Kürzel GEC der German Cargo wird heute noch von Lufthansa Cargo verwendet. Das Rufzeichen German Cargo wird heute von der deutschen Frachtfluggesellschaft Aerologic verwendet, einem Joint Venture von DHL und Lufthansa Cargo.
Als letzte DC-8-73 der ehemaligen German Cargo verließ die D-ADUE den Lufthansa-Konzern Mitte 1997. Die D-ADUE war das einzige Flugzeug, das auch in kompletten Lufthansa Cargo Farben eingesetzt wurde. Vier der fünf DC-8-73 wurden an Aerolease International verkauft.

## Flotte

### Flotte bei Betriebseinstellung
- 5 Douglas DC-8-73 (D-ADUA, D-ADUC, D-ADUE, D-ADUI, D-ADUO)[1]

### Zuvor eingesetzte Flugzeuge
Zuvor wurden auch folgende Flugzeuge eingesetzt:
- 4 Boeing 707-330C (D-ABUA, D-ABUE, D-ABUI, D-ABUO)[3]
- 3 Boeing 737-200 (D-ABGE, D-ABHE, TF-ABT)[4]
- 3 Boeing 747-200B (D-ABYT, D-ABYW, D-ABYY)[5]